# Шевченкове-Кут
Шевченкове-Кут — село Доброславської селищної громади Одеського району Одеської області в Україні. Населення становить 114 осіб.

## Історія
Під час Голодомору 1932—1933 років помер  1 житель села.

## Населення
Згідно з переписом УРСР 1989 року чисельність наявного населення села становила 118 осіб, з яких 47 чоловіків та 71 жінка.
За переписом населення України 2001 року в селі мешкало 114 осіб. 100 % населення вказало своєю рідною мовою українську мову.